# AirCars
AirCars est un jeu vidéo d'action sorti en 1997 sur Jaguar. Le jeu a été développé par MidNite et édité par ICD.